# Gossamer Condor

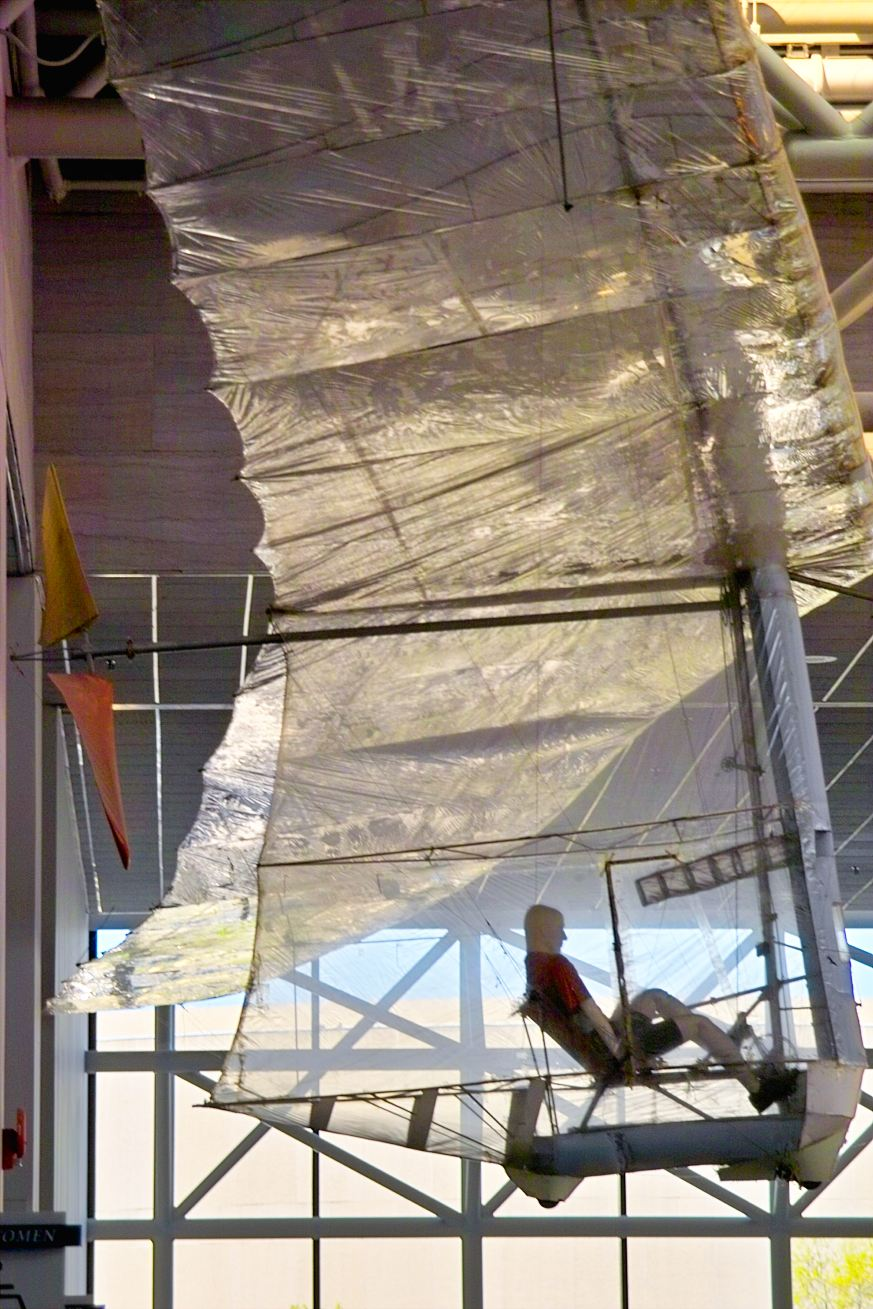
Le Gossamer Condor exposé au Smithsonian National Air and Space Museum

Le Gossamer Condor est le premier avion à énergie musculaire qui a remporté le prix Kremer, le 23 août 1977 près de Bakersfield (Californie).
Cet exploit historique a fait connaître Paul MacCready et sa société AeroVironment qui ont développé par la suite d'autres engins à énergie musculaire, puis solaire et électrique, de plus en plus sophistiqués, et qui est aujourd'hui spécialisée dans la conception et la production de drones (avions sans pilote humain à bord).

## Le prix Kremer
Les prix Kremer (Kremer prizes) sont une succession de défis lancés à partir de 1959 par l'industriel anglais Henry Kremer. Le premier défi offrait 50 000 £ (86 000 USD) à la première équipe capable de faire voler un avion à énergie musculaire sur un parcours de 1,6 km en forme de « 8 ». Les premières tentatives d'avions à énergie musculaire qui ont suivi avaient conduit à des engins bien profilés mais trop lourds ou trop rapides, demandant trop de puissance au pilote. Au cours de l'été 1976, l'ingénieur américain Paul B. MacCready, Jr., son collaborateur en chef Peter B.S. Lissaman et l'équipe de la société AeroVironment Inc. ont relevé le défi organisé par la RAeS (Royal Aeronautical Society).

### Conception
Sachant qu'un athlète de haut niveau peut au mieux fournir une puissance d'environ 400 W sur une longue période, les calculs préliminaires montraient que l'engin devait voler à très faible vitesse. La charge alaire doit alors être inférieure à 1,3 kg/m2, ce qui conduit, avec un allongement supérieur à huit, à une aile d'environ 30 m d'envergure. Ancien modéliste confirmé, Paul MacCready commence par réaliser en août 1976 un modèle réduit de 2,40 m d'envergure, à aile haute rectangulaire, contrôlé en tangage par un plan canard. Le modèle manquant de stabilité en tangage, il faudra agrandir le plan canard.

### Mise au point
Le premier modèle à l'échelle un, très simple également (pilote non caréné, aile rectangulaire à simple surface), commencé début septembre à Pasadena (Californie), est terminé en 10 jours, et essayé sur place sur un parking, sans pilote.
La construction se poursuit à Mojave Airport (toujours en Californie). Le tout premier vol (3 novembre) ne dépasse pas quelques secondes. Deux jours après, au troisième vol, la structure d'aile se casse. La structure ultra-légère de l'aile manque de rigidité, elle se déforme trop. Un deuxième tube est ajouté, ainsi que des câbles supplémentaires pour maintenir l'ensemble. Pour ce nouveau modèle, le premier vol, correct mais encore très insuffisant (40 s), a lieu à la fin décembre 1976, avec Parker (le fils de MacCready) comme pilote, léger mais peu puissant.
L'avion est peu stable et très sensible au vent ; les crashes sont fréquents, mais à très basse vitesse les dégâts sont limités ; les reconstructions sont rapides grâce à la grande simplicité de la structure. À la mi-janvier, MacCready arrondit le bord d'attaque de l'aile ; le temps de vol (avec le coureur cycliste Greg Miller comme pilote) monte à plus de deux minutes. Mais l'avion demande toujours trop de puissance au pilote ; par ailleurs, il manque de stabilité de route. Diverses surfaces verticales ont été ajoutées, sans succès. Fin janvier, le plan canard est rendu mobile en inclinaison, ce qui permet enfin de voler en ligne droite. Le 29, le vent est trop fort, les ailes cassent ; le moral de l'équipe est au plus bas.

### Autres challengers
Pendant ce temps, l'équipe japonaise du professeur Hidemasa Kimura (université Nihon) progresse beaucoup. Elle a déjà réalisé plusieurs prototypes (Linnet, Egret) ; leur Stork A a volé 600 m en mars 1976 et leur dernier engin, le Stork B, a réussi à voler 4 minutes en janvier 1977, mais sans faire de virage. Le temps presse pour MacCready.

### Aéroport de Shafter
À la mi-février 77, l'équipe déménage sur le terrain moins venté de Shafter près de Bakersfield en Californie. Le Gossamer Condor va changer de configuration et perdre sa simplicité initiale ; l'aile est modifiée : moins de surface, plus d'allongement (12,8 au lieu de 8,3), flèche arrière pour respecter le centrage. Le profil redessiné par l'aérodynamicien Peter Lissaman est maintenant à double surface, le bord d'attaque est arrondi ; un nombre plus élevé de nervures permet de mieux respecter le profil de l'aile. La mise en tension à chaud (sèche-cheveux) supprime les nombreux plis du revêtement de l'aile. La traînée est plus faible, la puissance demandée est de l'ordre de 220 W : le 6 mars, l'avion vole cinq minutes, plus que le Stork B. Mais la technique de virage n'est toujours pas au point. Un gouvernail est testé, sans succès. Fin mars, la technique de virage par vrillage de l'aile demande trop d'effort. Le 5 avril, le virage est enfin réussi en couplant l'inclinaison du canard avec un vrillage de l'aile en sens inverse.

### Technique de virage
À partir de février commence la mise au point laborieuse du contrôle en roulis. Le virage sur un avion classique suppose d'incliner l'avion pour ne pas déraper.
- Le montage initial de spoilers (destructeurs de portance) ne fonctionne pas, la perte de portance est trop grande ; le pilote n'a pas de réserve de puissance pour compenser.
- La technique de vrillage de l'aile utilisée par les Frères Wright ne fonctionne pas non plus : la traînée de l'aile extérieure au virage vrillée positivement est trop forte, ce qui induit du lacet inverse, l'avion tourne dans le mauvais sens.
- Installer des ailerons serait compliqué, fragile et alourdirait trop l'appareil. L'aile n'est pas prévue en conséquence, et de toute façon, tout comme le vrillage, cette solution ne conviendrait pas (à cause du lacet inverse).

Les caractéristiques de cet engin sont inhabituelles :
- la masse de l'engin est très faible par rapport à sa surface ; par rapport à un avion classique, la masse de l'air qu'il faut mouvoir pour accompagner tout mouvement de la voilure n'est pas négligeable. Cette masse (qualifiée de « masse apparente ») dépend de la surface considérée ; elle est beaucoup plus faible pour un mouvement de lacet (aile en vue frontale) que pour un mouvement de roulis (aile vue en plan) ;
- la vitesse très faible et l'envergure très grande font que, en virage, le mouvement de rotation (lacet) modifie beaucoup les vitesses en bout d'aile. La vitesse de l'aile extérieure au virage augmente, celle de l'aile intérieure au virage diminue, et sa portance également. Pour compenser, il faut donc augmenter son incidence avec un vrillage positif (2° sera la valeur retenue).

#### «Reverse warping» (vrillage inversé)
La mise en virage sera finalement obtenue de façon totalement inhabituelle par couplage de l'inclinaison latérale du plan canard et du vrillage en sens inverse du sens normal de l'aile. Tout le secret est là : utiliser le vrillage de l'aile non pas pour incliner l'avion mais pour obtenir un freinage asymétrique et donc un virage à plat. Le 7 avril, premier vol (réussi) du nouveau pilote.

### Le pilote
Bryan Allen (en), âgé de 24 ans, a été embauché comme pilote en avril 1977, pour 3 dollars de l'heure. Il est cycliste expérimenté et pilote de deltaplane. Le pilote pèse 62 kg, soit presque le double du poids de l'avion. Il est assis en position légèrement sur l'arrière dans un carénage situé sous l'aile. Il agit sur un manche qui commande le tangage et le lacet par modification du calage et de l'inclinaison latérale du plan canard. En virage, il agit également sur un levier qui vrille l'aile arrière.

### Mise au point finale
Le 11 avril 1977, un virage en vol est réussi, mais l'effort est encore important. Au cours d'un essai le 16 juillet, une aile est pliée par la turbulence d'un avion d'épandage agricole, mais l'avion se pose doucement, sans trop de dégât. Il est réparé, une fois de plus ; le 19, il vole 5 min et 15 s. Le 29 juillet, nouveau plan canard. Le 4 août, l'avion vole 7 min. Le 6 août, crash. Reconstruction, nouveau fuselage mieux caréné, plus léger. Installation d'une gaine d'arrivée d'air pour le pilote.

## Le prix
Les premiers essais officiels ne réussissent pas : le 6 août, l'avion s'écrase après une avarie du système de commande ; le 20 août, l'avion fait le parcours mais n'atteint pas l'altitude imposée par le règlement du prix Kremer (3 mètres). Il en va de même le 22 août, toujours à cause du vent.
Le 23 août 1977, Bryan Allen parcourt enfin le circuit imposé en 7 min 25 s, à une vitesse moyenne de 17 km/h. Il aura fallu non pas un mois et demi comme prévu initialement de façon plutôt optimiste, mais une année de réflexion, d'essais, de crashes, de réparations et de profondes modifications (au moins une douzaine) pour réussir à voler assez longtemps et à contrôler la trajectoire. Le 30 novembre, toute l'équipe est reçue à Londres par la RAeS (Royal Aeronautical Society) pour la remise du prix. Un Monument de l'État de Californie est érigé au Champ de cet événement. MacCready pense déjà à relever le nouveau défi Kremer : la traversée de la Manche.
Celle-ci sera réussie le 12 juin 1979 par Bryan Allen avec le Gossamer Albatross, un autre avion à pédales conçu par Paul MacCready et Peter Lissaman.
Le Gossamer Condor est exposé depuis au Smithsonian National Air and Space Museum à Washington.

## Condor et Gossamer
Le nom de l'avion s'explique ainsi : Paul MacCready est un passionné d'aviation et excellent pilote de planeur. Depuis toujours, il observe le vol des oiseaux, et particulièrement le vol plané des vautours et des condors. Il a remarqué que les vautours de Californie arrivent à planer sans effort dans des ascendances faibles, alors que les condors, plus lourds, restent au sol. Il en a conclu que pour avoir une chance de remporter le prix Kremer, il fallait réaliser une machine de très grande surface portante et en même temps extrêmement légère. C'est ce qui explique le terme « Gossamer », qui désigne une gaze ultra-légère, comme le revêtement de l'aile de l'avion.

## Caractéristiques
Le Gossamer Condor est un avion de configuration canard. La structure est en tubes d'aluminium de diamètre 50, à épaisseur variable de 0,9 à 0,4 mm pour les ailes ; le recouvrement est en film polyester Mylar (un produit DuPont) ultrafin (13 µm). Nombreux câbles en fil d'acier (corde à piano), diamètre 0,5 à 0,9 mm. Un anémomètre à hélice est placé entre le plan canard et les ailes.
- Envergure : 29,25 m[4]
- Surface portante de l'aile : 70,6 m2 ; surface portante du canard : 8,64 m2
- Longueur : 9,14 m ; hauteur : 5,49 m
- Masse à vide : 31,75 kg ; masse totale en vol : ~ 94 kg[5]
- Charge alaire : ~ 1,33 kg/m2
- Vitesse de vol : ~ 17 km/h
- Coefficient de portance : 0,96
- Diamètre de l'hélice propulsive : 3,60 m
- Régime pilote : ~ 90 tr/min ; transmission par une longue chaîne, rapport : 62/52 = 1,19 ; régime hélice : ~ 107 tr/min
- Traînée : ~ 46 à 69 N, soit en moyenne 52 N ; finesse : ~ 17
- Puissance hélice : ~ 250 W ; rendement hélice et transmission : 0,80 ; puissance pilote : ~ 300 W
- Puissance spécifique : ~ 4,8 W/kg (puissance pilote/masse pilote).

### Vidéo
- The Flight of the Gossamer Condor, film documentaire sorti en 1978 https://www.youtube.com/watch?v=l4wlC1Qex8A